# Santa Bárbara (Cile)
Santa Bárbara è un comune del Cile della provincia di Biobío nella Regione del Bío Bío. Al censimento del 2002 possedeva una popolazione di 3.918 abitanti.